# Sidronio Camacho
O General Sidronio Camacho (apelidado El Loco) foi um militar mexicano que participou na Revolução Mexicana. Foi general das forças zapatistas.